# Maire Männik
Maire-Helve Männik (Tartu, 1922) es una escultora de Estonia, activa también en Suecia y Francia.
Maire Männik llegó a Suecia como refugiada al final de la Segunda Guerra Mundial. Estudió en la escuela de arte Pallas en Tartu de 1942 a 1944 y en la Académie de la Grande Chaumière y la Ecole des Beaux-Arts en París. Ha vivido y trabajado en París desde 1953.

## Obras
- Retrato de Folke Fridell (1989), bronce, en el exterior de la biblioteca en Ljungby
- Cykelmannen - Ciclista (1956), bronce, Parque Lutero en Gävle, Suecia.[1]

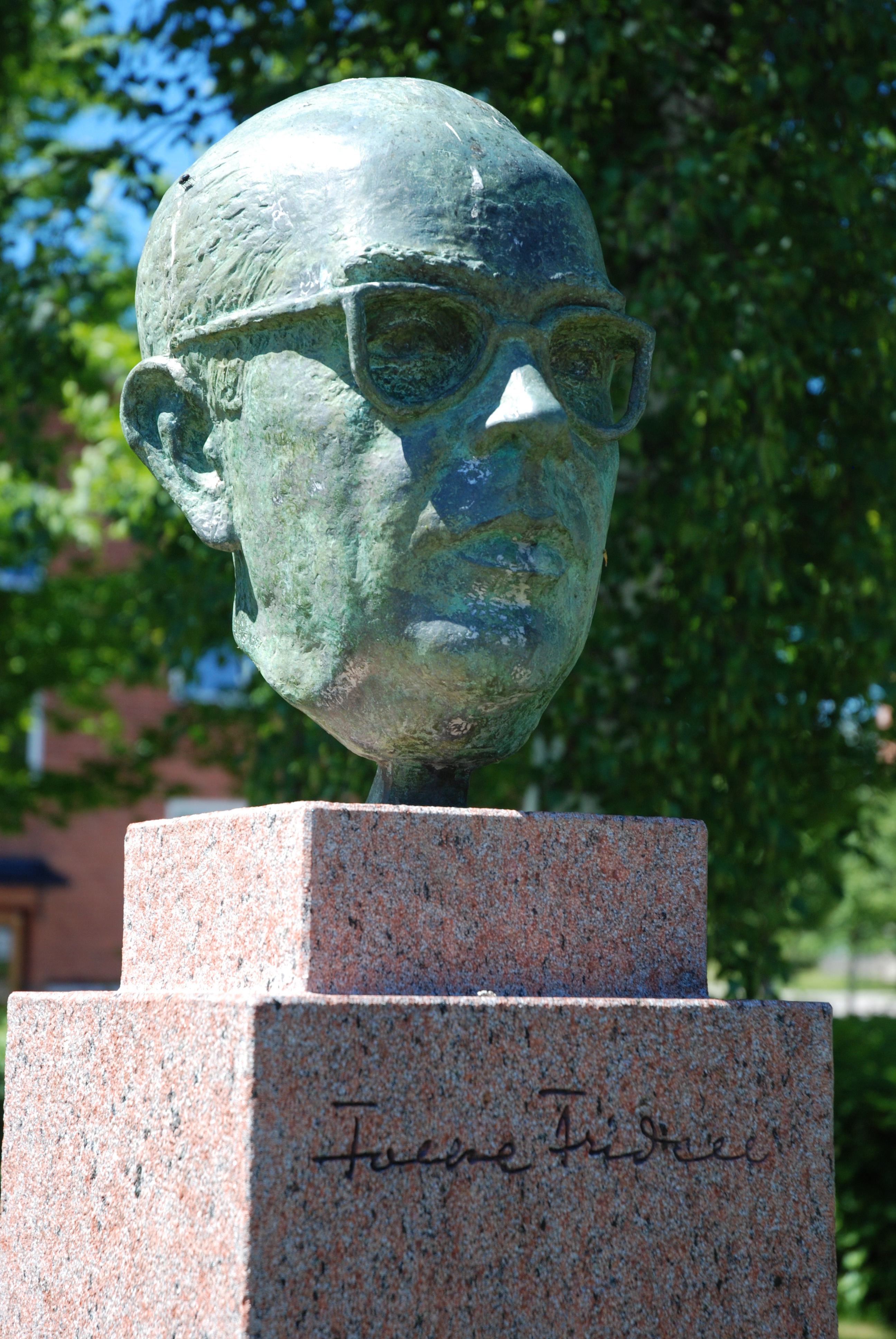
Retrato de Folke Fridell